# Claudio Pellegrini
Claudio Pellegrini (Roma, 9 de maio de 1935) é um físico italiano, conhecido por seu trabalho pioneiro sobre lasers de elétrons livres de raios X e efeitos coletivos em feixes de partículas relativistas. Estudou na Universidade de Roma "La Sapienza", onde recebeu a Laurea in Fisica summa cum laude em 1958 e a Libera Docenza em 1965. De 1958 a 1978 trabalhou no Laboratori Nazionali di Frascati. No começo da década de 1960 esteve no Nordic Institute for Theoretical Physics (NORDITA) em Copenhague, trabalhando sobre uma formulação alternativa da teoria da relatividade geral usando campos tétrades para obter, dentre outros, uma melhor descrição do complexo energia-momento. (ver Teleparalelismo para um sumário do contexto teórico deste trabalho.) In 1978 mudou-se para os Estados Unidos, começando a trabalhar no Laboratório Nacional de Brookhaven, onde foi Associate Chairman do National Synchrotron Light Source e co-diretor do Center for Accelerator Physics. Em 1989 aceitou sua nomeação como professor de física da Universidade da Califórnia em Los Angeles (UCLA), onde foi mais tarde Distinguished Professor.
Em 2014 recebeu o Prêmio Enrico Fermi do presidente Barack Obama.